# Comuna Oleksandria, raionul Rivne, regiunea Rivne
Oleksandria (în ucraineană Олександрія) este o comună în raionul Rivne, regiunea Rivne, Ucraina, formată din satele Nova Liubomîrka, Oleksandria (reședința), Puhova, Sveattea, Trî Kopți și Voloșkî.

## Demografie
Componența lingvistică a comunei Oleksandria
     Ucraineană (96,88%)
     Rusă (2,8%)
     Alte limbi (0,23%)
Conform recensământului din 2001, majoritatea populației comunei Oleksandria era vorbitoare de ucraineană (96,88%), existând în minoritate și vorbitori de rusă (2,8%).